# Дюна: Герцог Каладану
«Дюна: Герцог Каладану» (англ. Dune: The Duke of Caladan) — науково-фантастичний роман Браяна Герберта та Кевіна Дж. Андерсона 2020 року, дія якого відбувається у всесвіті «Дюни», створеному Френком Гербертом. Це перша книга приквелу до серії «Дюна» Френка Герберта, яка досліджує життя герцога Лето Атріда до подій оригінального роману «Дюна». Роман був випущений 13 жовтня 2020 року видавництвом Tor Books.

## Сюжет
Завдяки терпінню та вірності Лето служить Імператору. Там, де інші плетуть інтриги, герцог Каладану діє. Але могутні вороги Лето починають відчувати, що він піднімається вище свого становища, а дім Атрідів піднімається занадто високо. В оточенні невидимих ворогів Лето мусить вирішити, чи вартий подвійний тягар обов'язку і честі ціни його життя, сім'ї та кохання.

## Рецензії
У рецензії Publishers Weekly зазначалося: «ледь тепла 15-й спроба Герберта та Андерсона у всесвіті романів про Дюну батька Герберта (після „Казок Дюни“) мало що додає до оригінального поєднання екшену, політики, магії та релігії в оригінальній серії… Прохідна проза і тьмяний сюжет обмежать привабливість цієї книги лише для затятих фанатів».
Деніел Маттерс з журналу «Worldly» писав: «Для тих, хто не знайомий зі всесвітом „Дюни“, Дюна: Герцог Каладану — чудове місце для початку. Чітка проза Герберта і Андерсона легко читається і в достатній мірі описує світ, щоб новачки, які ніколи не читали інших книг серії „Дюна“, могли легко зануритися у взаємопов'язану політику планет Імперії та її численні організації і структури. Старі шанувальники будуть раді дізнатися, що Герберт і Андерсон не перенасичують їх інформацією, якою вони вже володіють».
Келлі Адамс з Big Shiny Robot прокоментувала: «Це швидке, захоплююче читання, і воно, безсумнівно, допоможе впоратися з болем від того, що вони пропустили фільм в цьому році. Якщо ви читали інші книги Герберта/Андерсона, це чудове доповнення до їхніх історій. Якщо ж ваші знання обмежуються „Дюною“, то з цими знайомими персонажами та місцями ви легко зорієнтуєтесь. А якщо це ваш перший крок у всесвіт „Дюни“, то це чудовий перший погляд на цей світ. Однак, світ, побудований Френком Гербертом, величезний і спочатку може бути дещо приголомшливим».